# Real Club Deportivo Carabanchel
El Real Club Deportivo Carabanchel és un club històric del futbol espanyol del districte de Carabanchel, a la ciutat de Madrid, Espanya. És el tercer equip existent més antic de la capital, després del Reial Madrid i l'Atlètic de Madrid, i el tretzè d'Espanya.
La màxima categoria assolida pel club va ser la Segona Divisió B d'Espanya, i en diverses ocasions ha lluitat per l'ascens a Segona Divisió.

## Història
El Real Club Deportivo Carabanchel va ser fundat de manera oficial el 8 de setembre de 1906. Començar la seva marxa esportiva jugant partits amistosos contra altres equips capital, als barris Alt i Baix del districte.
El 1916 arriba a la presidència Pere Arranz, que dota l'equip d'uns estatuts oficials. El Carabanchel es va inscriure a més aquest mateix any a la Federación Castellana de Fútbol, per la qual cosa comença a disputar tornejos regionals. El 1927 el club puja a Primera Regional, i es proclama campió de Castella a nivell aficionat el 1936, abans de l'inici de la Guerra Civil.
El 1955 el Carabanchel aconsegueix ascendir, per primera vegada en la seva història, a la Tercera Divisió en tornar a proclamar campió de la divisió regional. A la temporada 1966-67, l'equip madrileny aconsegueix proclamar-se campió del seu grup de Tercera, i disputa la promoció per pujar a Segona B davant el Club Deportivo Badajoz, la qual perden.
Durant la dècada de 1970 i 1980 l'equip pateix una crisi esportiva, de la qual no surt fins a 1988 quan torna a Tercera. El Carabanchel experimenta llavors una millora, i aconsegueix acabar en tercera posició del grup madrileny el 1990. Després de diverses temporades irregulars, en 1994-95 el Carabanchel aconsegueix classificar-se per la fase d'ascens a Segona B, caient finalment davant la Cultural y Deportiva Leonesa.
Finalment, en la temporada 1995-96, el Carabanchel aconsegueix pujar a Segona B en acabar tercer en lliga regular i campió del seu grup d'ascens. El club va romandre dos anys en la categoria de bronze: durant la seva primera temporada, l'equip de Madrid aconsegueix signar una bona temporada en què acaben vuitens, però el 1998 consumeixin el seu descens en finalitzar penúltims de grup.
Des de llavors, el Carabanchel va caure en una profunda crisi econòmica i esportiva que va arribar fins i tot a amenaçar l'existència de l'equip: el 2006 els blanquinegres van baixar a Tercera, i sense plantilla professional van caure el 2008 a Primera Regional.
A la temporada 2009/2010, el club renova el projecte amb un canvi total de la directiva després d'una moció de censura i es crea un equip per ascendir a Tercera divisió en dos anys. Després d'aconseguir aquest mateix any l'ascens a Preferente, en la temporada 2010/2011 s'aconsegueix l'ascens a la Tercera Divisió juntament amb el Club Deportivo Colonia Moscardó.
Entre els seus rivals històrics estan el Club Deportivo Colonia Moscardó d'Usera, el Club Deportivo Puerta Bonita de Carabanchel, i el Getafe Club de Futbol.

## Escut
L'escut representa la Creu de Sant Jaume, patró de Carabanchel, i la Corona Reial, atorgada per SM el rei Joan Carles I de Borbó l'any 1997, en reconeixement de la història del club com un dels pioners del futbol madrileny. Aquest escut s'utilitza des de llavors com l'oficial.
Porta les lletres "C" i "D" com a club esportiu, i mai ha de portar la "R", de real, perquè se sobreentén amb la corona.

## Uniforme
L'uniforme del Real Carabanchel, a la temporada 2010-2011 és de samarreta blanca i pantalons i mitges negres, amb els patrocinis de Limpiezas Garro, Joma i Junkers. Les novetats a la samarreta són l'escut antic i la Creu de Sant Jaume darrere de l'escut actual. Al seu torn s'afegeix el nom del jugador.
La segona equipació és de samarreta, pantalons i mitjanes blaves.
A més posseeix una tercera equipació de samarreta, pantalons i mitges vermelles.

## Estadi
El Carabanchel disputa els seus partits en el conegut com Campo de la Mina, amb capacitat per a 2.000 espectadors. Aquest estadi és un dels més antics de la ciutat.